# Бекет (Яйський округ)
Беке́т (рос. Бекет) — село у складі Яйського округу Кемеровської області, Росія.

## Населення
Населення — 260 осіб (2010; 365 у 2002).
Національний склад (станом на 2002 рік):
- росіяни — 90 %